# Emily Noor
Emily Noor (* 5. März 1971 in Someren in der Provinz Nordbrabant) ist eine niederländische Tischtennisspielerin, die in den 1990er Jahren international aktiv war. Sie wurde 1996 Vizeeuropameisterin im Doppel und nahm an den Olympischen Spielen teil.

## Werdegang
Emily Noor gewann bei den Niederländischen Meisterschaften 14 Titel, nämlich 1992 im Einzel sowie siebenmal im Doppel und sechsmal im Mixed. Von 1987 bis 1997 nahm sie an sechs Weltmeisterschaften teil, wo sie 1987 mit der niederländischen Damenmannschaft auf Platz vier kam. Für die Europameisterschaften wurde sie zwischen 1990 und 1998 fünfmal nominiert. Dabei war ihr größter Erfolg der Gewinn der Silbermedaille 1996 im Doppel mit Bettine Vriesekoop hinter dem deutschen Paar Nicole Struse/Elke Schall.
1996 qualifizierte sie sich zusammen mit Bettine Vriesekoop für die Teilnahme am Doppelwettbewerb der Olympischen Sommerspiele. Hier konnten sie sich in der Qualifikationsrunde nicht durchsetzen. 1998 beendete sie ihre internationale Laufbahn.
1992 wechselte Emily Noor vom Verein Tempo Team Amsterdam zum deutschen Regionalligisten DJK VfL Willich, den sie 1993 wieder Richtung Scheemda Groningen verließ.

## Turnierergebnisse
| Verband | Veranstaltung       | Jahr | Ort             | Land | Einzel        | Doppel           | Mixed      | Team |
| ------- | ------------------- | ---- | --------------- | ---- | ------------- | ---------------- | ---------- | ---- |
| NED     | Europameisterschaft | 1996 | Bratislava      | SVK  |               | Silber           |            |      |
| NED     | Europameisterschaft | 1990 | Göteborg        | SWE  | letzte 16     |                  |            |      |
| NED     | Olympische Spiele   | 1996 | Atlanta         | USA  | keine Teiln.  | sofort ausgesch. |            |      |
| NED     | Pro Tour            | 1998 | Zagreb          | HRV  | letzte 32     | Rd 1             |            |      |
| NED     | Pro Tour            | 1997 | Lyon            | FRA  | Rd 1          | Viertelfinale    |            |      |
| NED     | Pro Tour            | 1997 | Linz            | AUT  | Rd 1          |                  |            |      |
| NED     | Pro Tour            | 1996 | Fort Lauderdale | USA  | Viertelfinale |                  |            |      |
| NED     | Pro Tour            | 1996 | Kitaku-Shu      | JPN  |               | Viertelfinale    |            |      |
| NED     | Weltmeisterschaft   | 1997 | Manchester      | ENG  | letzte 128    | letzte 64        | letzte 128 | 23   |
| NED     | Weltmeisterschaft   | 1995 | Tianjin         | CHN  | Qual          | letzte 64        | letzte 128 | 11   |
| NED     | Weltmeisterschaft   | 1993 | Göteborg        | SWE  | letzte 128    | letzte 64        | letzte 64  | 10   |
| NED     | Weltmeisterschaft   | 1991 | Chiba City      | JPN  | letzte 64     | letzte 16        | letzte 32  | 18   |
| NED     | Weltmeisterschaft   | 1989 | Dortmund        | FRG  | letzte 128    | letzte 64        | letzte 32  | 11   |
| NED     | Weltmeisterschaft   | 1987 | New Delhi       | IND  | Qual          | letzte 32        | Scratched  | 4    |
| NED     | WTC-World Team Cup  | 1994 | Nimes           | FRA  |               |                  |            | 3    |